# Venda (Ethnie)

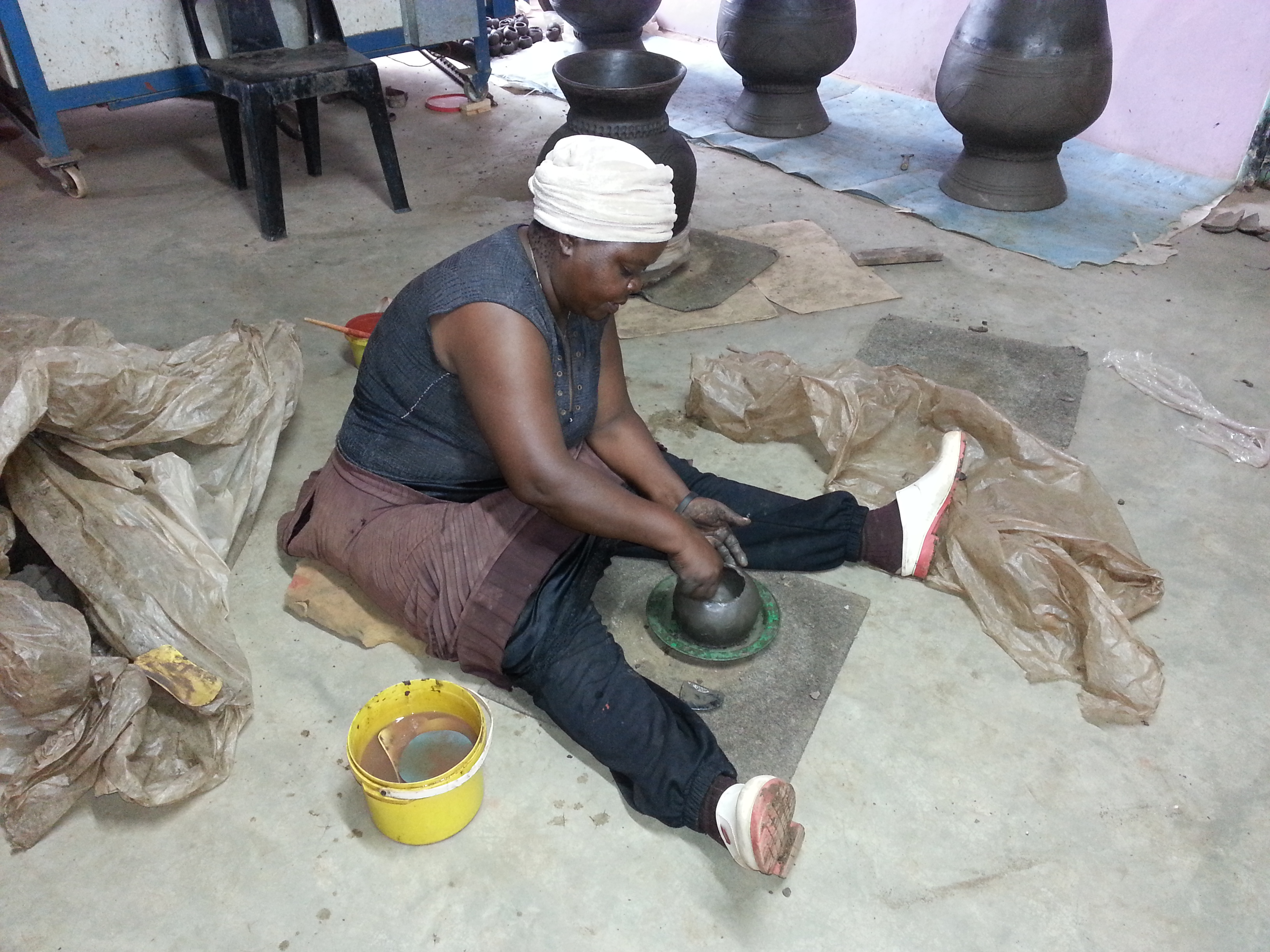
Eine Venda beim Töpfern

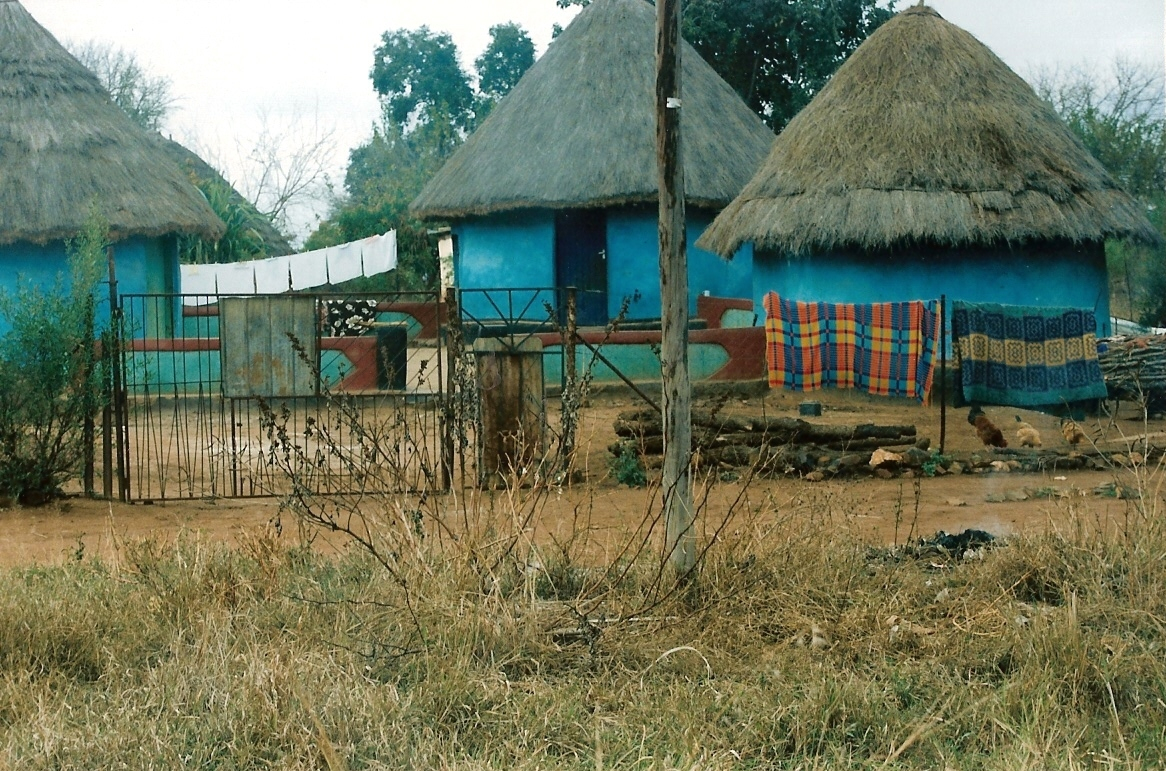
Ein Dorf der Venda in Südafrika

Die Venda sind eine bantusprachige Ethnie im südlichen Afrika, zu der etwa 700.000 Menschen gehören. Es handelt sich bei ihnen um eine Abspaltung von den Shona, mit denen sie sprachlich und kulturell verwandt sind. Es bestehen auch Verbindungen zu den Rozvi. Ihre Sprache ist Tshivenda.
Das traditionelle Siedlungsgebiet der Venda liegt in der südafrikanischen Provinz Limpopo – ehemals Teil der Provinz Transvaal – und im südlichen Simbabwe. 1973–1979 gab es in Südafrika das Homeland, 1979–1994 den nur von Südafrika anerkannten unabhängigen Staat Venda. Die Vhavenda, so die Eigenbezeichnung, wurden insbesondere durch die starke Nutzung von Bodenschätzen wie Kupfer und Eisen bekannt. Außerdem haben sie sich einen Namen als Korbflechter und Holzschnitzer gemacht.
Der Lake Funduzi im „Heiligen Wald“ darf nur mit einer Erlaubnis des Touristenbüros in Thohoyandou besucht werden. Nach dem Volksglauben der Venda leben die Seelen ihrer toten Medizinmänner noch immer im Berggebiet und im See ist der Gott der Fruchtbarkeit zu Hause.
Ein charakteristisches Musikinstrument der Venda ist die wohl weitgehend verschwundene einsaitige Trogzither tshidzholo (tsijolo), die mit dem Bogen gestrichen wird. Sie ähnelt der !gawukha:s der San und der segankuru in Botswana, besitzt jedoch im Unterschied zu letzterer keinen separaten Resonator, sondern wird wie ein Mundbogen mit dem Mund verstärkt. Der dende ist ein von Jungen gespielter Musikbogen mit einem Kalebassen-Resonator. Jungen spielten früher auch die ungewöhnliche, aus einer Längs- und einer Gefäßflöte zusammengesetzte khumbgwe mit drei Grifflöchern.
Ansonsten kommen traditionell die große hölzerne Kesseltrommel ngoma und die kleinere thungwa vor, beide mit einem Schlägel gespielt, sowie die konische murumba, die mit den Händen geschlagen wird. Es gibt die pentatonisch gestimmte Rohrpfeifen anga und die heptatonischen phala. Sie kommen zur Tanzbegleitung stets in Gruppen vor, denn jede Pfeife produziert nur einen Ton.
Der südafrikanischer Politiker (African National Congress) Cyril Ramaphosa wird als Mitglied der Venda angesehen. 